# Cercocarpus montanus
Cercocarpus montanus är en rosväxtart som beskrevs av Constantine Samuel Rafinesque. Cercocarpus montanus ingår i släktet Cercocarpus och familjen rosväxter.

## Underarter
Arten delas in i följande underarter:
- C. m. argenteus
- C. m. blancheae
- C. m. glaber
- C. m. macrourus
- C. m. minutiflorus
- C. m. paucidentatus

## Bildgalleri

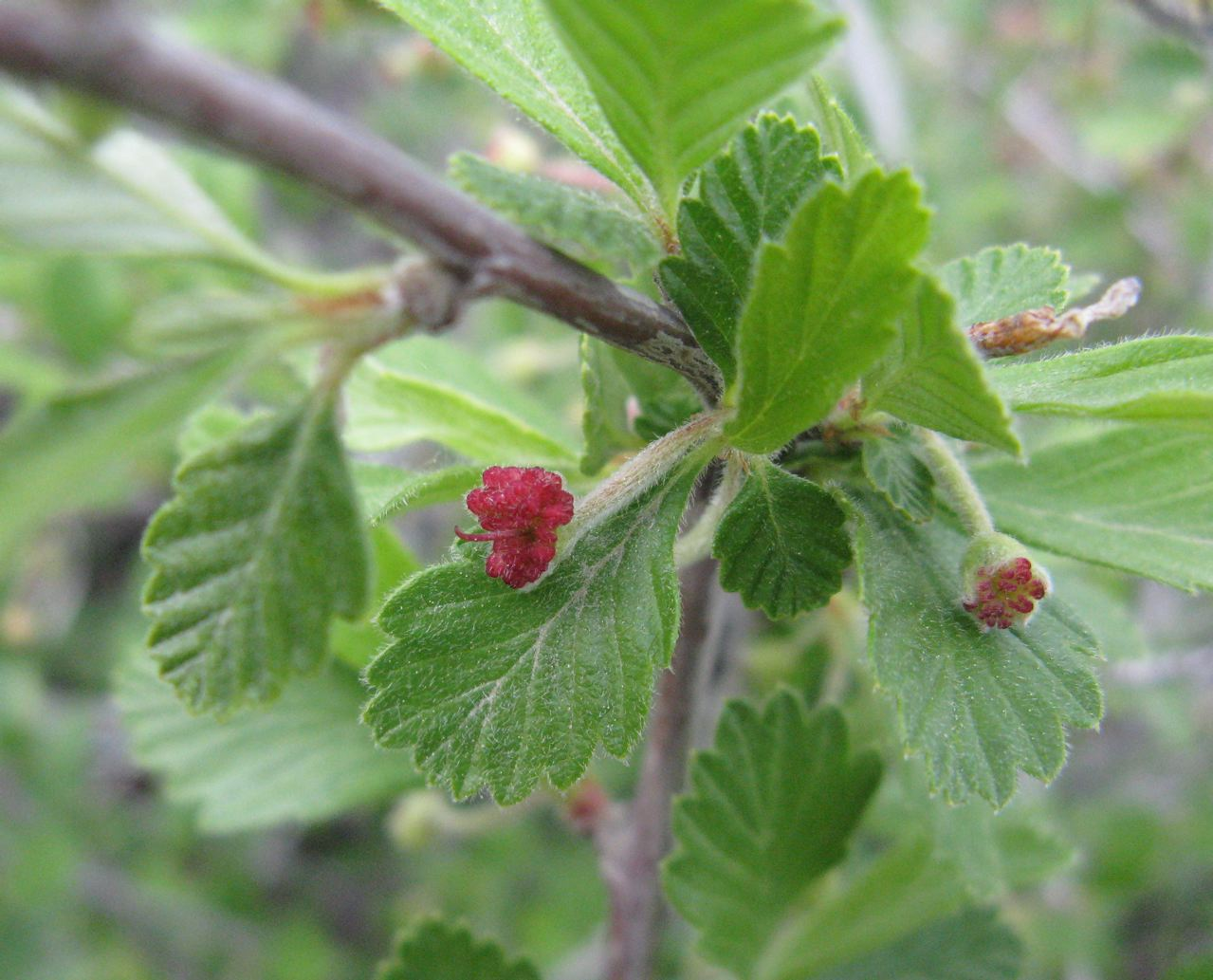
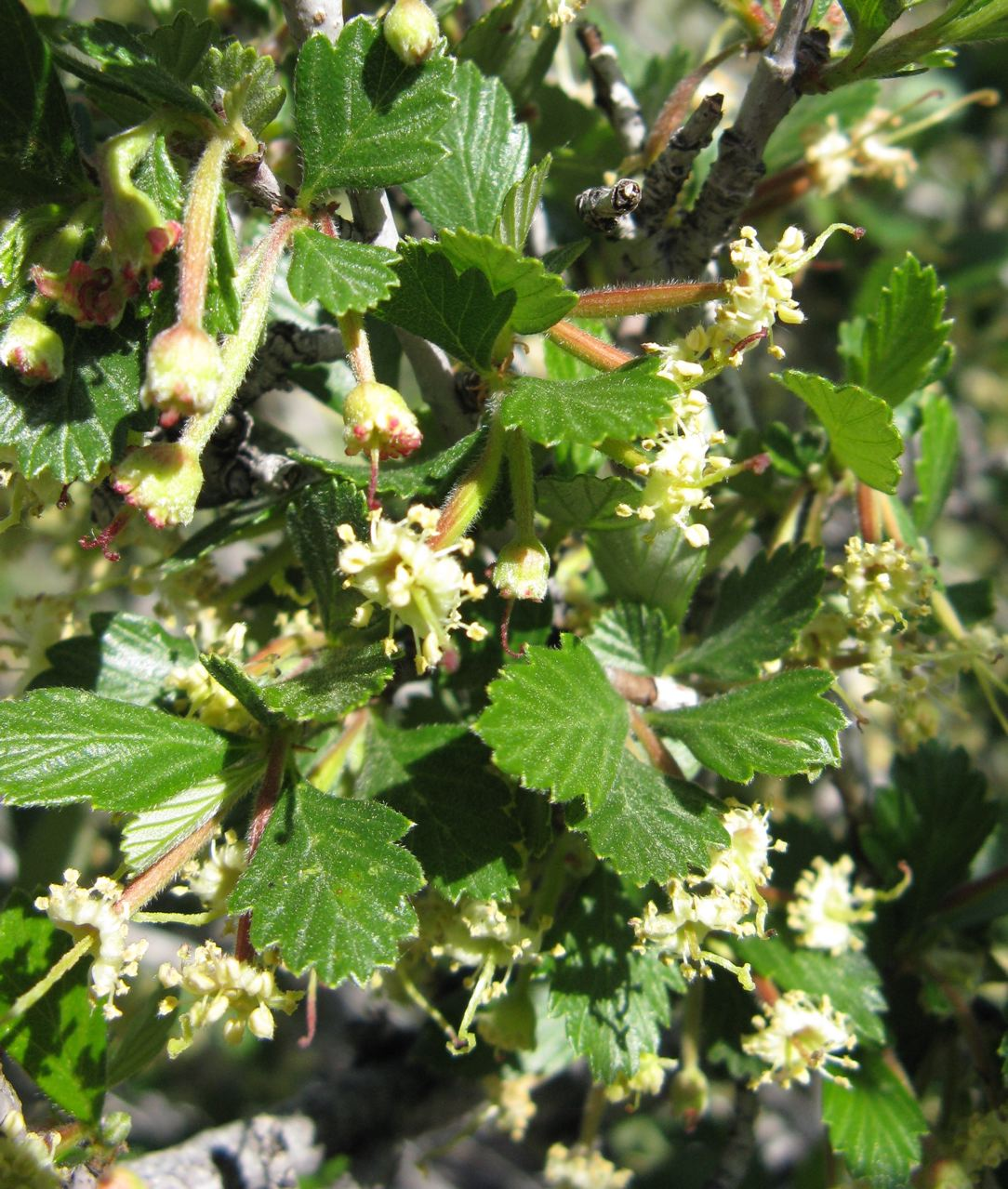
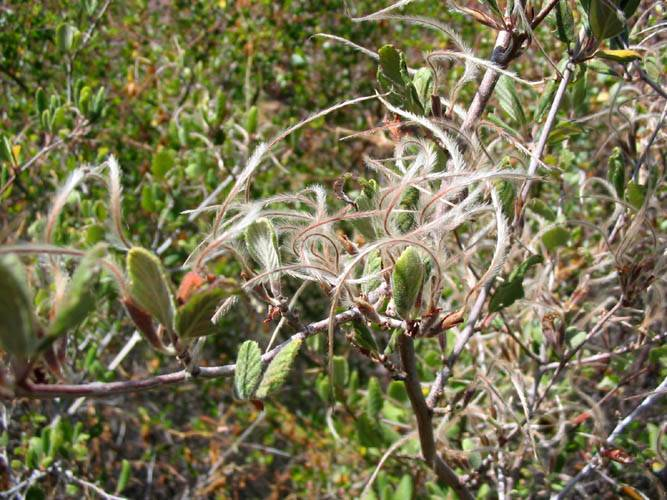
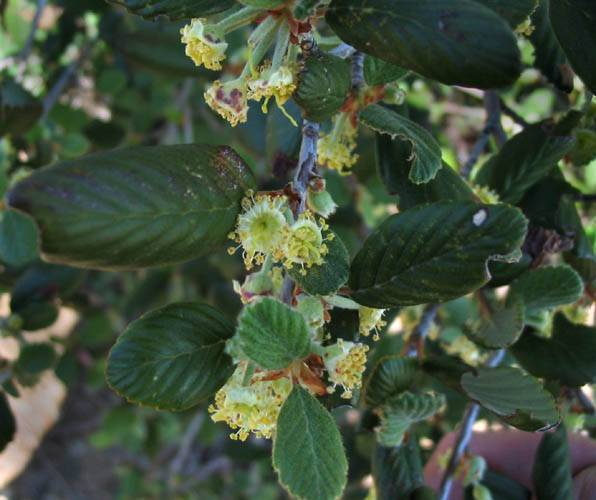